# Кабир-Казмалярский сельсовет
Кабир-Казмалярский сельсовет  — административно-территориальная единица и муниципальное образование со статусом сельского поселения в Магарамкентском районе Дагестана Российской Федерации.
Административный центр — село Кабир-Казмаляр.

## Население
| 2002  | 2010  | 2012  | 2013  | 2014  | 2015  | 2016  |
| ----- | ----- | ----- | ----- | ----- | ----- | ----- |
| 2934  | ↗3289 | ↗3307 | ↗3327 | ↗3363 | ↘3356 | ↘3351 |
| 2017  | 2018  | 2019  | 2020  | 2021  | 2023  | 2024  |
| ↘3337 | ↘3334 | ↘3319 | ↗3321 | ↗3672 | ↘3656 | ↘3646 |
| 2025  |       |       |       |       |       |       |
| ↘3635 |       |       |       |       |       |       |

## Состав
| № | Населённый пункт   | Тип населённого пункта       | Население |
| - | ------------------ | ---------------------------- | --------- |
| 1 | Газардкам-Казмаляр | село                         | ↘192      |
| 2 | Кабир-Казмаляр     | село, административный центр | ↗2542     |
| 3 | Кчун-Казмаляр      | село                         | ↗938      |